# Viện toán Steklov

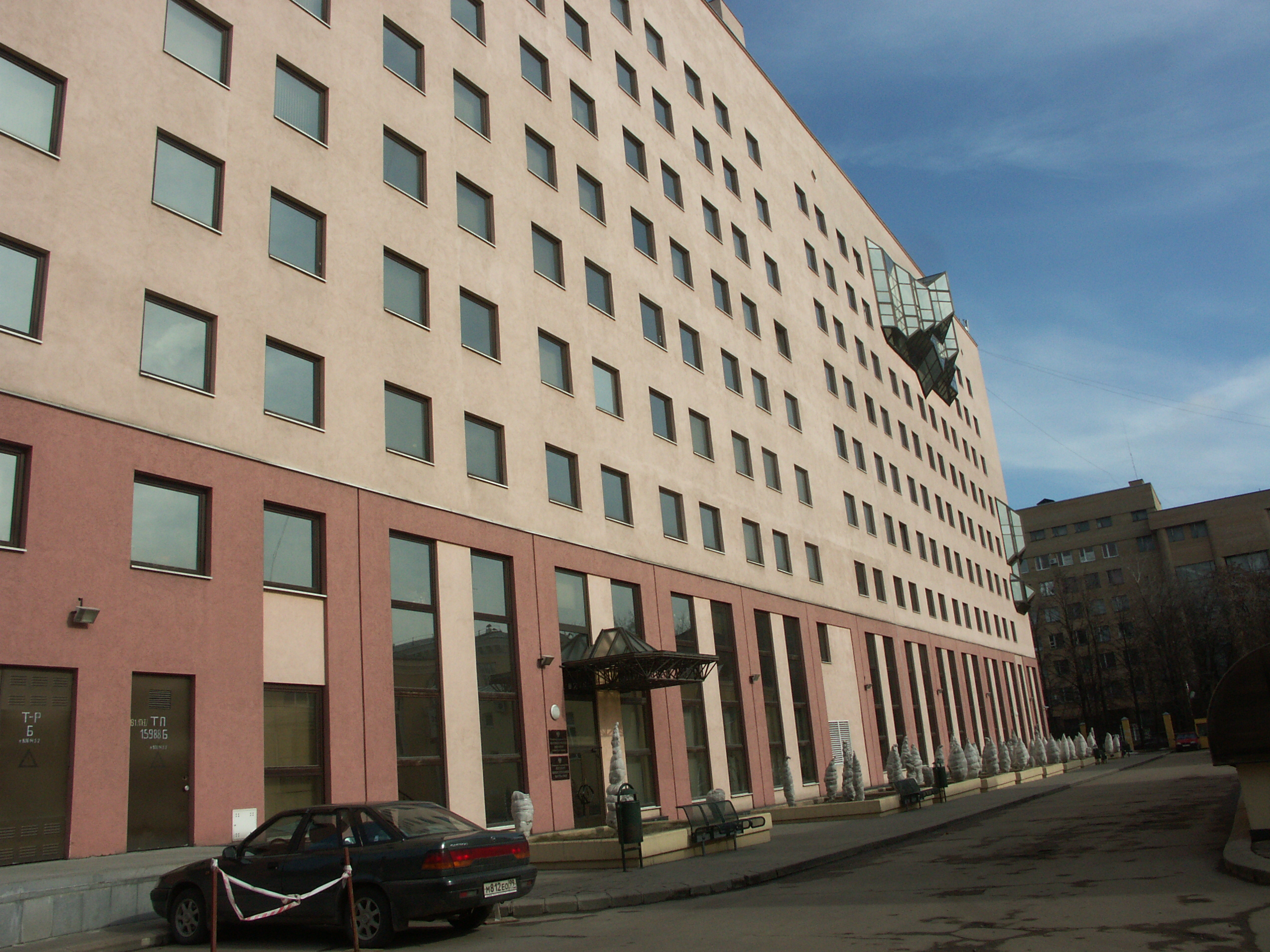
Viện toán Steklov

Viện toán Steklov (tiếng Nga: Математический институт имени В.А.Стеклова) là một viện nghiên cứu toán học có trụ sở tại Moskva. Viện được thành lập ngày 24 tháng 4 năm 1934 từ quyết định của Hội đồng khoa học Viện Hàn lâm Khoa học Liên Xô tại thành phố Leningrad. Viện lấy tên theo nhà toán học Vladimir Andreevich Steklov.
Năm 1940 viện chuyển đến Moskva, trụ sở ban đầu ở Leningrad lúc đó trở thành phân viện. Cho đến hôm nay, phân viện này tách riêng ra thành viện độc lập, có tên gọi là Petersburg Department of Steklov Institute of Mathematics of Russian Academy of Sciences hoặc PDMI RAS, có trụ sở đặt tại Sankt-Peterburg. Tên gọi Petersburg Department hay bị bỏ đi vì phân viện nay đã trở thành viện độc lập và không có liên hệ gì với Viện toán Steklov ở Moskva.
Năm 1966, Viện toán ứng dụng Keldysh (Tiếng Nga: Институт прикладной математики им. М.В.Келдыша) tách riêng ra khỏi Viện toán Steklov.